# Aloe comosa
Aloe comosa är en grästrädsväxtart som beskrevs av Hermann Wilhelm Rudolf Marloth och Alwin Berger. Aloe comosa ingår i släktet Aloe och familjen grästrädsväxter. IUCN kategoriserar arten globalt som otillräckligt studerad. Inga underarter finns listade i Catalogue of Life.

## Bildgalleri

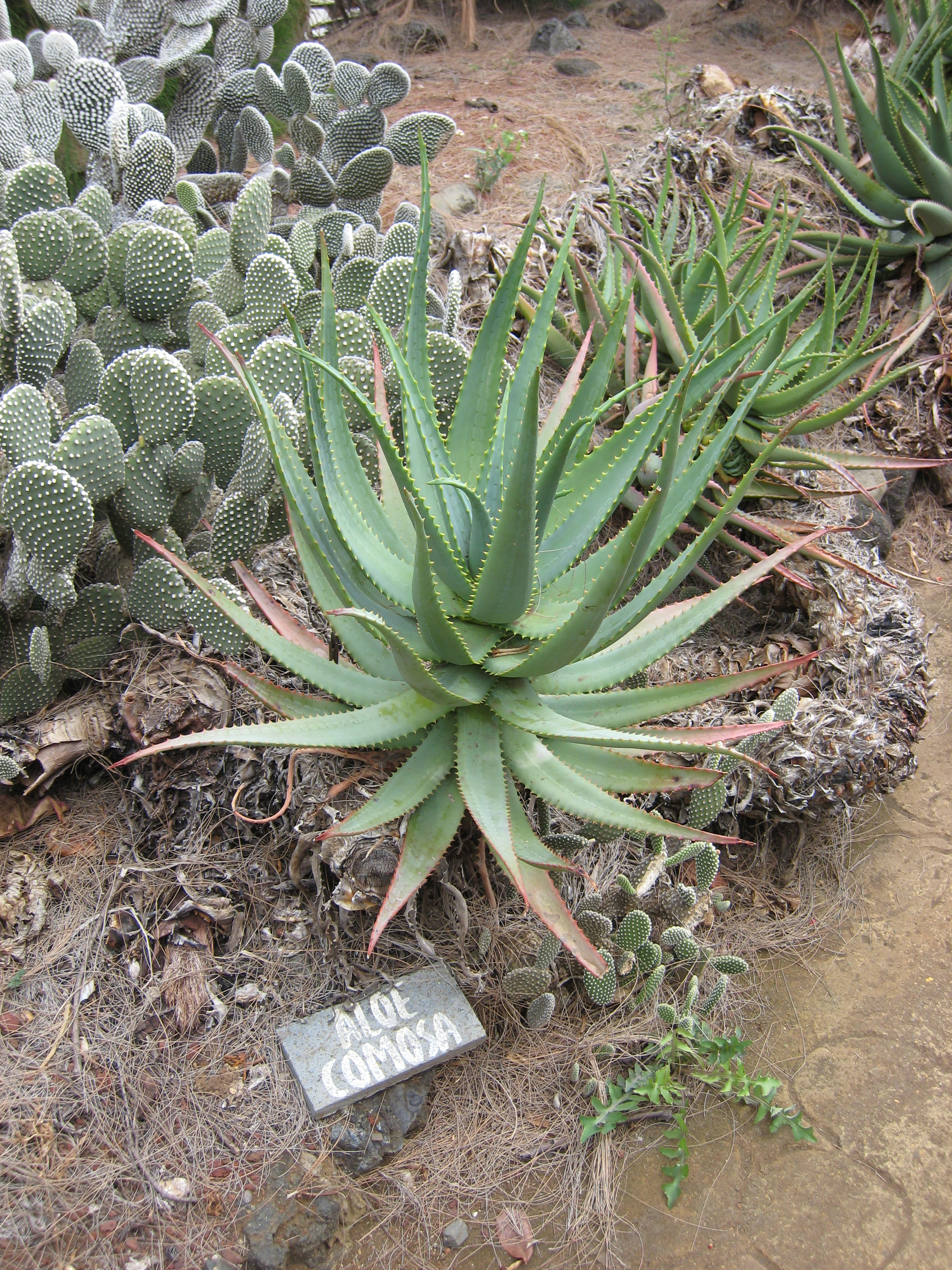